# Divisione Nazionale 1934-1935
La Divisione Nazionale 1934-35 fu il 7º campionato nazionale italiano di rugby a 15 di prima divisione.
Si tenne dall’11 novembre 1934 al 2 giugno 1935 tra 15 squadre e il meccanismo di quell'edizione previde una prima ripartizione in 4 gironi e una successiva fase a girone unico; nella prima fase furono composti tre gironi da quattro squadre ciascuno e uno da tre squadre; la prima di ogni girone, più due provenienti dallo spareggio tra le quattro seconde, concorsero al girone finale a sei che assegnò il titolo nazionale.
Il predominio sul torneo dell'Amatori Milano, campione d'Italia nei sei tornei precedenti, fu interrotto dalla Rugby Roma: la squadra della Capitale vinse infatti il suo primo titolo.

## Squadre partecipanti
| Girone A       | Girone B       | Girone C    | Girone D           |
| -------------- | -------------- | ----------- | ------------------ |
| Amatori Milano | Padova         | Bologna     | GRF Salario (Roma) |
| GUF Genova     | Bersaglieri MI | GUF Firenze | GUF Catania        |
| GUF Padova     | Torino         | GUF Roma    | GUF Napoli         |
| GUF Torino     |                | Rugby Roma  | GUF Palermo        |

## Prima fase

### Girone A
|      | Risultati                   |     |
| ---- | --------------------------- | --- |
| 11-0 | Amatori Milano - GUF Genova | 8-0 |
| 6-5  | GUF Torino - GUF Padova     | 0-8 |
| 0-3  | GUF Padova - GUF Genova     | 0-0 |
| 0-11 | GUF Torino - Amatori Milano | 0-6 |
| 12-3 | Amatori Milano - GUF Padova | 6-0 |
| 3-3  | GUF Torino - GUF Genova     | 5-4 |

#### Classifica
| Pos | Squadra        | G | V | N | P | PF | PS | DP  | Pt |
| --- | -------------- | - | - | - | - | -- | -- | --- | -- |
| 1   | Amatori Milano | 6 | 6 | 0 | 0 | 54 | 3  | +51 | 12 |
| 2   | GUF Torino     | 6 | 2 | 1 | 3 | 14 | 37 | −23 | 5  |
| 3   | GUF Genova     | 6 | 1 | 2 | 3 | 10 | 27 | −17 | 4  |
| 4   | GUF Padova     | 6 | 1 | 1 | 4 | 16 | 27 | −11 | 3  |

### Girone B
|      | Girone B                     |     |
| ---- | ---------------------------- | --- |
| 0-13 | Padova A.C.F. - Bersaglieri  | 3-9 |
| 10-0 | Bersaglieri - Rugby Torino   | 0-6 |
| 7-5  | Rugby Torino - Padova A.C.F. | 6-0 |
| n.d. | Bersaglieri - Rugby Torino   | 9-3 |

#### Classifica
| Pos | Squadra        | G | V | N | P | PF | PS | DP  | Pt |
| --- | -------------- | - | - | - | - | -- | -- | --- | -- |
| 1   | Bersaglieri MI | 4 | 3 | 0 | 1 | 32 | 9  | +23 | 6  |
| 2   | Torino         | 4 | 3 | 0 | 1 | 19 | 15 | +4  | 6  |
| 3   | Padova         | 4 | 0 | 0 | 4 | 8  | 35 | −27 | 0  |

### Girone C
|      | Risultati                |       |
| ---- | ------------------------ | ----- |
| 8-3  | Bologna - GUF Roma       | 0-0   |
| 0-39 | GUF Firenze - Rugby Roma | 0-20  |
| 6-0  | GUF Roma - GUF Firenze   | 11-3  |
| n.c. | Rugby Roma - Bologna     | 10-10 |
| 3-43 | GUF Roma - Rugby Roma    | 5-8   |
| 22-3 | Bologna - GUF Firenze    | 11-0  |

#### Classifica
| Pos | Squadra     | G | V | N | P | PF  | PS  | DP   | Pt |
| --- | ----------- | - | - | - | - | --- | --- | ---- | -- |
| 1   | Rugby Roma  | 6 | 4 | 1 | 1 | 120 | 18  | +102 | 9  |
| 2   | Bologna     | 6 | 3 | 2 | 1 | 51  | 16  | +35  | 8  |
| 3   | GUF Roma    | 6 | 2 | 1 | 3 | 28  | 62  | −34  | 5  |
| 4   | GUF Firenze | 6 | 0 | 0 | 6 | 6   | 109 | −103 | 0  |

### Girone D
|      | Risultati                    |      |
| ---- | ---------------------------- | ---- |
| 6-6  | G.R.F. Salario - GUF Napoli  | 3-17 |
| 3-3  | GUF Catania - GUF Palermo    | 3-0  |
| 45-3 | GUF Napoli - GUF Palermo     | 6-0  |
| 37-0 | G.R.F. Salario - GUF Catania | 3-0  |
| 39-0 | GUF Napoli - GUF Catania     | 22-5 |
| 0-3  | GUF Palermo - G.R.F. Salario | 0-18 |

#### Classifica
| Pos | Squadra     | G | V | N | P | PF  | PS  | DP   | Pt |
| --- | ----------- | - | - | - | - | --- | --- | ---- | -- |
| 1   | GUF Napoli  | 6 | 5 | 1 | 0 | 135 | 17  | +118 | 11 |
| 2   | GRF Salario | 6 | 4 | 1 | 1 | 70  | 23  | +47  | 9  |
| 3   | GUF Catania | 6 | 1 | 1 | 4 | 11  | 104 | −93  | 3  |
| 4   | GUF Palermo | 6 | 0 | 1 | 5 | 6   | 78  | −72  | 1  |

### Riqualificazione
| Arbitro: | Rizzoli (Bologna) |

|                                                              |    |  |
| Rama 2’, 42’, 46’, 65’, 75’ Rivalta 6’, 22’ Dettoni 38’, 52’ | mt |  |
| Bassino 2’ Costa 22’                                         | tr |  |

| Arbitro: | Michel Boucheron |

|             |      |                        |
| Pinardi 79’ | mt   | 51’ Tognetti 60’ Bassi |
|             | drop | 20’ Sgorbati           |

| Arbitro: | Eugenio Vinci (Roma) |

|                 |      |                         |
| Chiaserotti 55’ | mt   | 40’ Elettro 60’ De Toni |
| Castiglioni 71’ | c.p. | 52’ Costa               |
| Castiglioni 65’ | drop |                         |

| Bologna 3 febbraio 1935, ore 14:30 TME Riqualificazione 1 ritorno | Bologna | 17 – 0 referto | GUF Torino | Campo dello Sterlino\| Arbitro: \| Mazzoli \| |
| Arbitro:                                                          | Mazzoli |                |            |                                               |

## Seconda fase

### Risultati
|      | 1ª/6ª giornata              |     |
| ---- | --------------------------- | --- |
| 11-0 | Amatori Milano - Bologna    | 5-3 |
| 6-0  | Rugby Roma - Bersaglieri    | 9-5 |
| 0-3  | GUF Napoli - G.R.F. Salario | 3-3 |
|      |                             |     |

|     | 4ª/9ª giornata               |      |
| --- | ---------------------------- | ---- |
| 3-4 | Amatori Milano - Rugby Roma  | 0-11 |
| 0-6 | G.R.F. Salario - Bersaglieri | 6-0  |
| 0-6 | GUF Napoli - Bologna         | 0-6  |

|      | 2ª/7ª giornata               |       |
| ---- | ---------------------------- | ----- |
| 8-19 | GUF Napoli - Rugby Roma      | 8-16  |
| 14-3 | Bologna - G.R.F. Salario     | 20-14 |
| 0-0  | Bersaglieri - Amatori Milano | 5-3   |
|      |                              |       |

|      | 5ª/10ª giornata                 |      |
| ---- | ------------------------------- | ---- |
| 3-18 | G.R.F. Salario - Amatori Milano | 6-0  |
| 5-3  | Bologna - Rugby Roma            | 6-26 |
| 6-0  | Bersaglieri - GUF Napoli        | 0-0  |

|      | 3ª/8ª giornata              |      |
| ---- | --------------------------- | ---- |
| 19-0 | Rugby Roma - G.R.F. Salario | 25-0 |
| 3-0  | Bologna - Bersaglieri       | 8-0  |
| 17-3 | Amatori Milano - GUF Napoli | 13-3 |

### Classifica
| Pos | Squadra        | G  | V | N | P | PF  | PS  | DP   | Pt |
| --- | -------------- | -- | - | - | - | --- | --- | ---- | -- |
| 1   | Rugby Roma     | 10 | 9 | 0 | 1 | 138 | 35  | +103 | 18 |
| 2   | Bologna        | 10 | 7 | 0 | 3 | 71  | 62  | +9   | 14 |
| 3   | Amatori Milano | 10 | 5 | 1 | 4 | 70  | 38  | +32  | 11 |
| 4   | Bersaglieri MI | 10 | 3 | 2 | 5 | 22  | 35  | −13  | 8  |
| 5   | GRF Salario    | 10 | 3 | 1 | 6 | 38  | 105 | −67  | 7  |
| 6   | GUF Napoli     | 10 | 0 | 2 | 8 | 25  | 89  | −64  | 2  |

## Verdetti
- Rugby Roma: campione d'Italia